# Le Brûly
Le Brûly (en wallon Li Broûli), aussi appelé Brûly ou Brûly-de-Couvin, est une section de la ville belge de Couvin située en Région wallonne dans la province de Namur.
Les habitants se nomment les Brûlisiens.
C'était une commune à part entière avant la fusion des communes de 1977.
Le Brûly se trouve sur le territoire du Parc national de l'Entre-Sambre-et-Meuse (ESEM).

## Géographie
Le Brûly est bordé au sud-est par la frontière française.

### Les hameaux[1]
- Le Quatrième
- La Forge du Prince, où existait anciennement une forge du Prince-Évêque de Liège
- Le Tri Pochau, appelé aussi le Moulin Canaux
- La Prise, en bordure de forêt, en référence aux vols (aux prises) des brigands sur cette route qui conduit en France.
- Les Sept Frères (probable déformation des Sept Frênes) au point culminant de la commune, à 375 m d’altitude, à moins d’un km de l’Ermitage, couvent des Récollets, aujourd’hui disparu
- La Ferme du Capitaine, occupée longtemps par la famille Capitaine
- Les Censes Séverin
- Le Moulin Manteau, à la frontière vers Gué d’Hossu. Le lieu dénommé aussi Pont du Roy, sur l’ancien chemin de Mariembourg à Rocroi, construit sous Henri II
- La Tauminerie, au bord du ruisseau éponyme.

## Évolution démographique
- 1846: Scission de Petite Chapelle en 1839
- Source: DGS, 1831 à 1970=recensements population, 1976= habitants au 31 décembre

## Héraldique
| Armes de l'ancienne commune du Brûly | Les armes de la commune du Brûly se blasonnaient ainsi : « D'or au chêne de sinople, terrassé de même et englanté d'or et accosté de deux hures de sanglier de sable, allumées et défendues d'argent, armoiries artificielles symbolisant la forêt environnante,. » |

## Patrimoine et culture

### Patrimoine architectural

#### L’église
Le premier sanctuaire est daté de 1831 en style néo-classique.
Dès avant la 1re guerre, l’église du Brûly, dédiée à la Nativité de la sainte Vierge, était dans un état déplorable notamment à cause de l’humidité. Dès 1921, il fut question de la restaurer mais rapidement des difficultés surgissent concernant les projets proposés jusqu’au moment où M. Charles Claes, propriétaire d’un grand domaine forestier, impatienté des retards, offre à l’administration communale de prendre à sa charge les travaux de restauration, qui finalement vont s’échelonner de 1925 à 1928.
Après de sérieux travaux d’assèchement des murs, on présente au bourgmestre les plans de l’architecte Roosenboom, de Bruxelles, et celui d’une nouvelle tour étudiée avec M. Francis Houtart.
La restauration commence en fanfare : on démonte, on remplace. Le bâtiment est consolidé. Une nouvelle tour voit le jour. Un nouveau pavement est placé. Un chemin de croix est commandé au peintre Georges Brasseur. Un orgue de la maison Cavaillé-Coll (Paris) est construit et installé en 1926. Les boiseries placées en 1845 par un artisan couvinois, Chauveheid, sont restaurées et toilettées.
Un carillon est commandé chez Michiels à Tournai et la bénédiction des cloches a lieu le 2 septembre 1928. Une nouvelle horloge est mise en marche deux mois et demi plus tard. Brûly a une nouvelle église.
Dès mars 1929, on place de nouvelles verrières (vitraux), au nombre de 15. Celles-ci sont remarquables en ce sens que nombre de contemporains y sont représentés. Entre autres, le vitrail du roi affiche les portraits du roi Albert Ier et de la reine Élisabeth, avec à l’arrière, les trois soldats du village tombés au champ d’honneur durant la 1re guerre mondiale; celui de Pie X, les enfants des donateurs (MM. Claes et baron Houtart); celui de Saint-Charles Borromée, † Charles Claes, père, deux curés de la paroisse (un ancien et le contemporain), le doyen de Couvin et deux capucins du couvent voisin de Petite-Chapelle, et enfin, le vitrail des évêques, Mgr Heylen, évêque de Namur, et le cardinal Mercier.

#### Chapelle Notre-Dame de Lourdes
Située à droite de l'église, date de la 1re moitié du XIXe siècle.

#### Ferme du Capitaine
Située rue de la Prise. Bâtie dans le 3e quart du XIXe siècle, le nom du premier métayer qui l'occupa.